# Luchthaven Ouarzazate
De luchthaven Ouarzazate (Arabisch: مطار ورززات) (IATA: OZZ, ICAO: GMMZ) is de luchthaven van de Marokkaanse stad Ouarzazate. De luchthaven kan per jaar 260.000 passagiers verwerken.

## Algemene gegevens
De luchthaven is geschikt voor toestellen van het type Boeing 737. De terminal kan drie van deze toestellen herbergen. De landingsbaan 12/30 is gemaakt van asfalt en is 3000 meter lang, dit maakt hem geschikt voor alle toestellen, tot maximaal een Boeing 737. De luchthaven is voorzien van een Categorie II ILS landingssysteem.

## Luchtvaartmaatschappijen en bestemmingen
| Maatschappij     | Bestemming                                      |
| ---------------- | ----------------------------------------------- |
| Royal Air Maroc  | Casablanca, Zagora Seizoensgebonden: Paris-Orly |
| Ryanair          | Seizoensgebonden: Marseille                     |
| Transavia France | Seizoensgebonden: Parijs-Orly                   |